# Corrado Pontalti
Corrado Pontalti (Povo, 4 febbraio 1923 – Trento, 27 maggio 2016) è stato un dirigente sportivo e partigiano italiano.
Fin da giovane appassionato di ciclismo, a diciott'anni fonda nel suo paese natale la Società Alpinisti Ciclisti che guiderà fino allo scoppio della seconda guerra mondiale. Nel 1938 fu tra coloro che fondarono il comitato regionale del Trentino-Alto Adige della Federazione Ciclistica Italiana.
Durante la guerra fu arruolato in Marina; dopo l'armistizio di Cassibile riuscì a fuggire ai tedeschi allontanandosi da Genova per tornare in Trentino. Qui fu forzatamente arruolato nel Corpo di Sicurezza Trentino, ma disertò nell'estate del 1944, fingendo di esser stato catturato per evitare rappresaglie alla famiglia, per entrare nella resistenza, arruolandosi nel Battaglione “Gherlenda” della Brigata Garibaldi "Antonio Gramsci". Il suo nome di battaglia era Prua. Dopo lo scioglimento del battaglione venne catturato e processato per diserzione, ma il processo era ancora in corso quando arrivò la Liberazione; tornato libero, passò alla Polizia partigiana.
Dopo la guerra fondò l'Unione Sportiva Aurora Trento.
Dal 1965 al 1997 guidò il comitato regionale della Federazione Ciclistica Italiana, guadagnandosi il soprannome di Kaiser. 
Fu tra gli ideatori del Trofeo Alcide De Gasperi.
È morto a Trento a 93 anni, ed è sepolto a Povo.